# Yacine Bentaala
Yacine Bentaala (24 settembre 1955) è un allenatore di calcio ed ex calciatore algerino, di ruolo portiere, ora preparatore dei portieri dell'Al-Wasl.

## Carriera
Con la Nazionale algerina ha preso parte ai Mondiali 1982.